# Vápenná (Malé Karpaty)
Vápenná (též Roštún, 752 m n. m.) je třetím nejvyšší vrcholem Malých Karpat (části Pezinské Karpaty), v úzkém hřebeni tvořeném z vápenců a dolomitů. Nachází se nad obcemi Sološnica a Plavecké Podhradie v okrese Malacky v Bratislavském kraji na Slovensku. Vrch se nachází na území národní přírodní rezervace Roštún.

## Přístup
- po zelená zelené značce z obce Sološnica
- po žlutá žluté značce z obce Plavecké Podhradie
  - alternativní zpáteční trasa červená po červené značce přes vrch Klokoč (661 m n. m.) na Amonova lúku, odtud po modrá modré značce přes Plavecký hrad zpět do Plaveckého Podhradí

## Rozhledna
Na vrcholu se nachází pět metrů vysoká železobetonová rozhledna ve tvaru obelisku s ocelovou plošinou a žebříkem, postavená v roce 2003. Z rozhledny je pěkný výhled na Pezinské Karpaty, Borskou nížinu, Podunajskou pahorkatinu, Tribeč a Považský Inovec.

## Fotogalerie

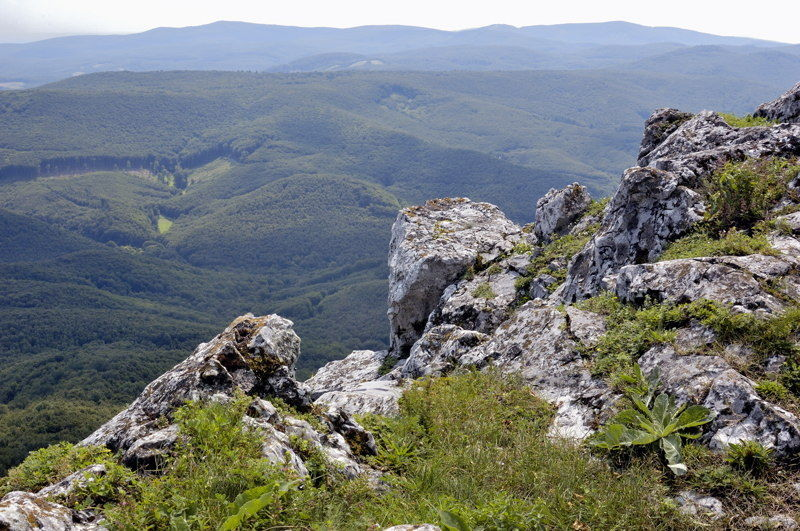
Roštún
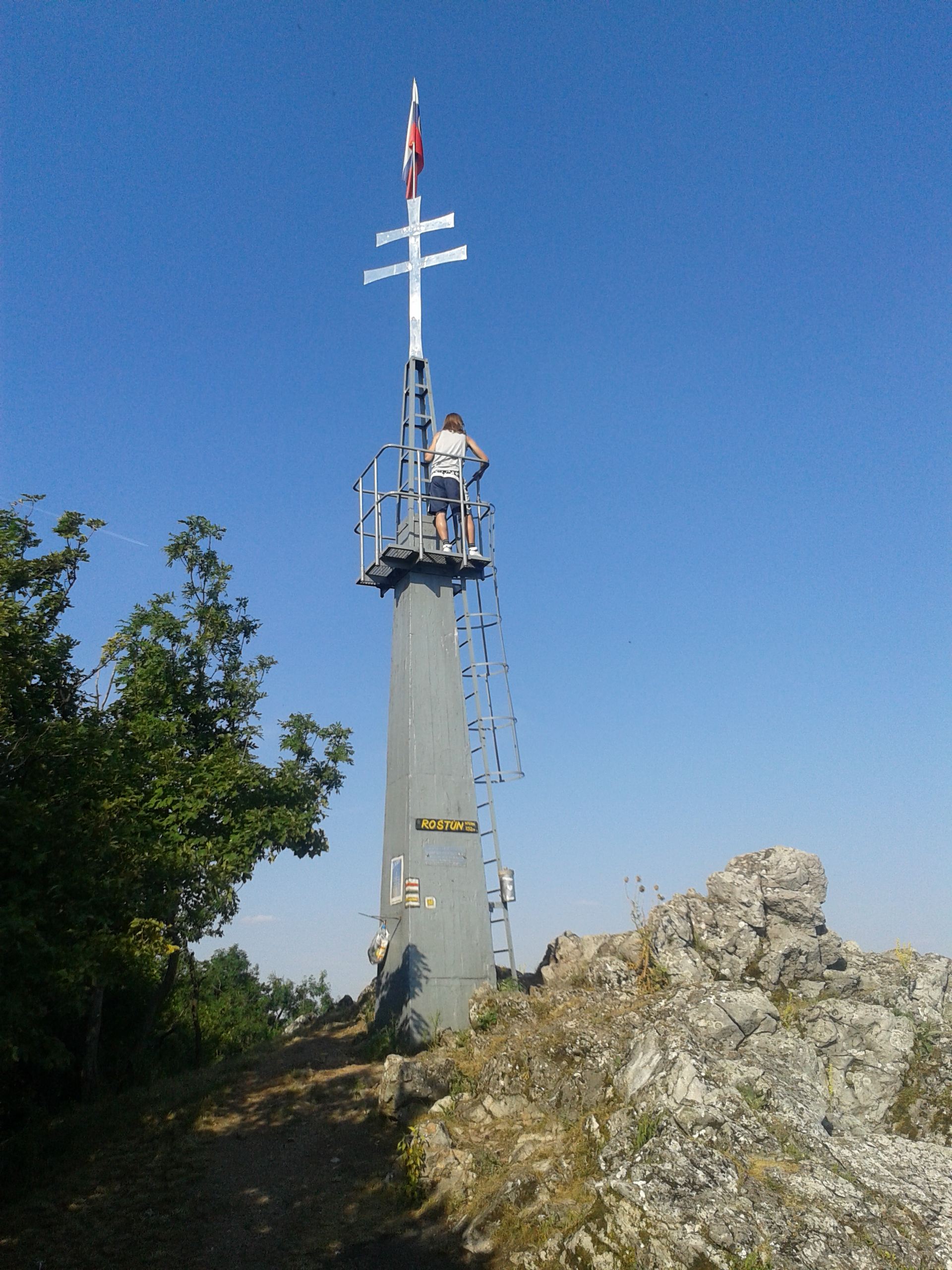
Rozhledna na vrcholu
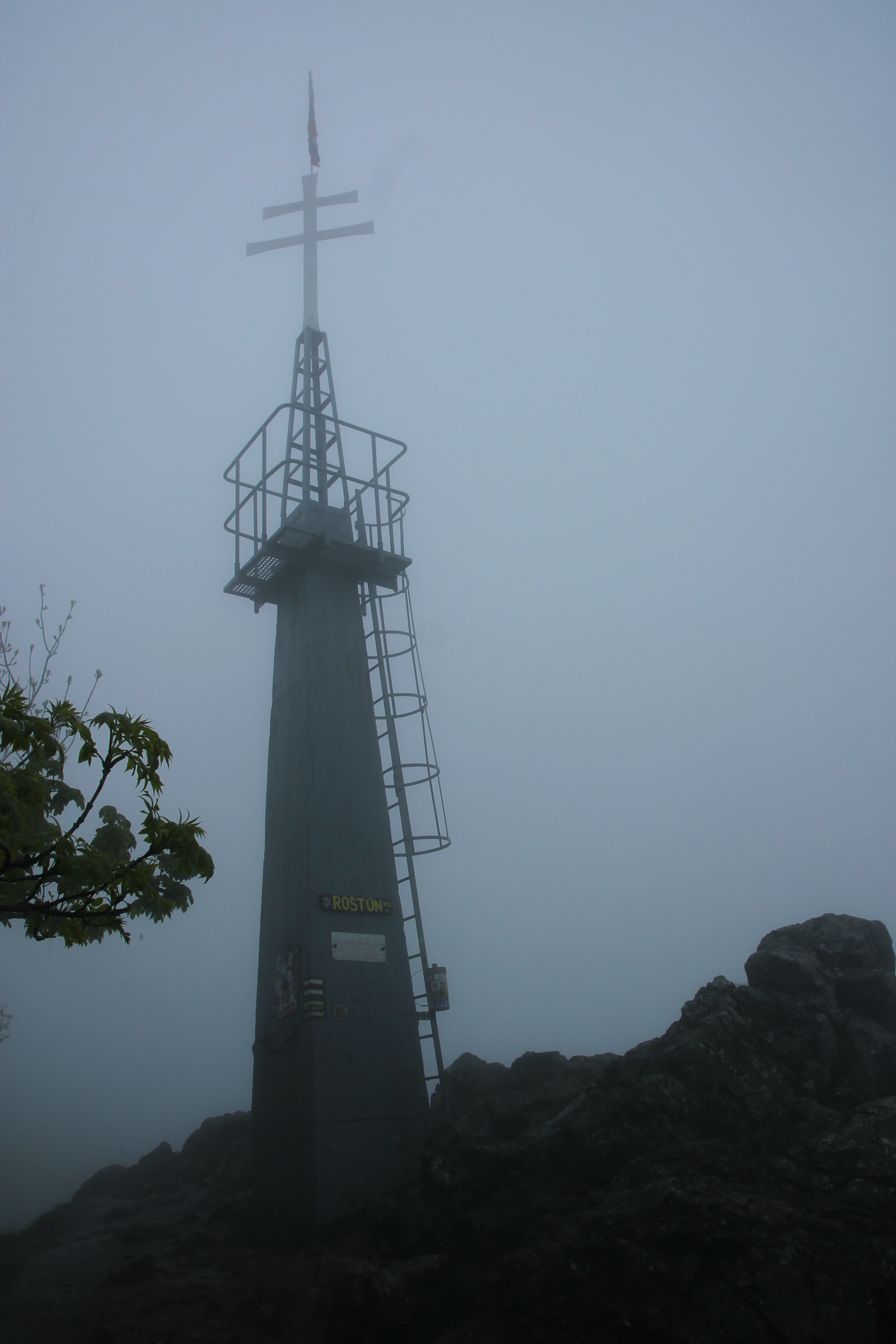
Rozhledna v mlze (2021)